# Idaea lambessata
Idaea lambessata is een vlinder uit de familie spanners (Geometridae). De wetenschappelijke naam is voor het eerst geldig gepubliceerd in 1887 door Oberthur.
De soort komt voor in Europa.